# Kolonijalna arhitektura u Latinskoj Americi
Kolonijalna arhitektura na području Latinske Amerike odnosi se na razdoblje nakon Kolumbovog otkrića novog kontinenta 1492. pa sve do osamostaljenja kolonijalnih zemalja u XIX. stoljeću. Europski, ponajviše španjolski arhitektonski modeli prenose se na novi kontinent, gdje se osnivaju radionice u kojima se podučvaju mjesni kolonizatori i stanovništvo. Mjesno stanovništvo je doprinijelo stilskim promjenama uvođenjem novih tehnika izgradnje te novih materijala, kao što su razna ljepila, boje i kamenje. Europski modeli i tehnike zadržavaju se kao norma Katoličke crkve, kojoj je primarni cilj bila evangelizacija američkih indijanaca. Katolička crkva je u tom razdoblju bila glavni pokrovitelj općenito u poticanju razvoja arhitekture i umjetnosti. Iz tog razloga dominira crkveno graditeljstvo, iako nailazimo i na značajne objekte civilne arhitekture. Mješavina europske i indijanske kulture omogućila je bogat sinkretizam različitih stilova i razdoblja.

## Crkvena arhitektura
Na početku kolonijalnog razdoblja crkve i samostani koje su podigli redovnici sličili su na utvrde. Njihovo je ukrašavanje odgovaralo težnjama razdoblja. Prvi misionari nisu bili ni arhitekti ni inženjeri, ali su unatoč tome sa svojim oskudnim znanjem uspjeli izgraditi veličanstvene građevine u svrhu evangelizacije. Na građevinama su vidljivi utjecaji španjolske srednjovjekovne i maorske arhitekture, gotike i renesanse koji se udružuju sa specifičnostima svakog pojedinog reda.
Rađanje nove latinoameričke civilizacije teklo je usporedno s razvojem europskih kulturno-umjetničkih razdoblja. Primjena novih tehnika gradnje, novih materijala, mješavina gotičkog, renesansnog i baroknog stila s elementima indijanske kulture te prilagodbe na etničke i geografske prilike rezultirali su jedinstvenim arhitektonskim stilom. Iz tih razloga vrlo su rijetke građevine čistog stila, kao što su katedrala sv. Dominika (Santo Domingo) i neke određene građevine poput Palače Diega Kolumba (Diego Colón) u Dominikanskoj Republici.
Samostani crkvenih redova, ponajprije franjevaca i augustinaca, izgrađeni prije 1570. poprimaju značajke gotičkog stila. Renesansa se uvodi u tri etape: u prvoj se miješa s gotičkim stilom, zatim poprima značajke pleterskog stila. U posljednjoj se fazi uvode geometrijski ornamenti. Barok je u Latinskoj Americi ponajprije dekorativne naravi. U Meksiku i Peruu ovaj barok doživljava svoj arhitektonski procvat. Za Meksiko je značajna primjena polikromnih dekoracija. Neoklasicizam donosi povratak u antiku i pregršt antičkih elemenata na građevinama. Korintski stupovi s klasičnim zabatnim trokutom (timpanom) ili zaobljenim zabatom pridonose monumentalnosti ovog stila koji se može vidjeti u Gvatemali, Urugvaju ili Peruu.

### Arhitektura crkvenih redova

#### Franjevci
Za ovaj red misionara osobiti su stropovi od greda, atriji skromnih proporcija s minimalnim ukrasima. U XVI. stoljeću franjevci su izgradili više od četrdeset građevina. Ogledni primjerci su samostan u Tapeaci, koji sliči na utvrdu, samostani u Talamanalcu, Huejotzingu, Calpánu y Atlixcu.

#### Dominikanci
Dominikanci uvode stabilan bazilikalni tip građevina. Franjevce i augustince pokušali su nadmašiti izgradnjom kolosalnih samostana u Tepotztlánu, Oaxaci i Yanhuitlánu. Počeli su primjenjivati uzdužni križni tlocrt koji dominira kod njihovih građevina, što je vidljivo na crkvi u Oaxatepecu s karakterističnim lepezastim svodom i šiljastim lukovima.

#### Augustinci
Svoju tendenciju za lijepim i dekorativnim prenose na raskošne zidne freske. Izgradili su obilno ukrašene kolosalne građevine, na kojima se odražava prijelaz iz gotike u barok bez značajnog stilskog nastavka. Od dvadesetak augustinskih crkava i samostana, najznačajniji su oni u Acolmánu, Actopanu, Cuitzeu y Yuririi.

#### Kapelice
Otvorene kapelice nalaze se unutar atrija ili čine poveznicu s klaustrom samostana na mjestima na kojima se odvijaju crkveni rituali. Otvorena kapelica je naziv za arhitektonsko rješenje misionara u XVI. stoljeću na području Vicekraljevstva Nove Španjolske. Imale su funkciju vanjskog prezbiterija. Time je nastavljena indijanska tradicija izvođenja obreda na otvorenom, ispred velikih hramova i uvelike olakšana evangelizacija pučanstva.
Na zatvorene kapelice nailazimo na svakom koraku. Njihova namjena bila je višestruka, no najčešće su se koristile kao postaje na procesijama, unutar kojih bi se održala ceremonija i nakon toga bi se nastavilo s procesijom.

### Metropolitanska katedrala Mexico Cityja
Katedrala glavnog grada Meksika je jedna od građevina koja je najviše utjecala na arhitekturu kolonijalne Španjolske na američkom kontinentu. Projektirao ju je arhitekt Claudio de Arciniega po narudžbi nadbiskupa Alonsa de Montúfara, koji je želio izgraditi pandan katedrali u Sevilli. Gradnja katedrale započinje 1563. i završava 1813.
Katedrala se nalazi na Plaza de la Constitución, u povijesnom središtu grada i sjedište je meksičke nadbiskupije. Katedrala je široka 55,4 metara i duga 110 metara. Sastoji se od pet lađa i osamnaest lateralnih kapelica. Posvećena je uznesenju Djevice Marije.

## Civilna arhitektura
U civilnoj arhitekturi najviše se ističu gradske palače, građene gotovo bez varijacija: unutarnje četvrtasto dvorište okruženo s četiri natkrivene galerije. Na građevinama iz XVI. stoljeća vidljiv je srednjovjekovni utjecaj, iako se podosta isprepliće s renesansnim. Fasade na ulicama su raskošne, što je u skladu s kupovnom moći vlasnika. Primjeri takvog tipa gradskih palača su između ostalih: kuća Mazariegas, San Cristobal de las Casas, država Chiapas, Meksiko, gradska palača grada Cuernavaca, država Morelos, Meksiko, i palača Montejo, Merida, poluotok Yucatán, Méksiko.
Kuće običnih ljudi ističu se svojom jednostavnošću. Njihova pročelja nisu prožeta dekorativnim elementima, kao što je to slučaj kod gradskih palača, kod kojih dominira utjecaj maorskog stila ukrašavanja. Kuće tog tipa su prije svega funkcionalne. Za njihovu izgradnju se koriste materijali poput drva, trske, gline i zidne ograde koji su služili i za izradu ornamenata. Osnovne funkcije su zaštita od sunca i kiše.

### Palača Cortés u Meksiku
Palača Cortés (Kolumbo) je povijesni spomenik smješten u Morelosu, Dominikanska Republika. Dao ju je izgraditi sam Hernán Kolumbo, sin Kristofora Kolumba prvih godina nakon osvajanja Meksika. Služila mu je kao rezidencija nakon povratka iz grada Meksika. Danas je sjedište muzeja Cuernavaca. Gradnja je započeta 1526., što palaču čini jednom od najstarijih očuvanih arhitektonskih zdanja u Meksiku. Izgrađena je na ruševinama obrednog mjesta Tlalocayacalli, koje se koristilo u svrhe donošenja starješini Tlahuica te je time zadržala svoj istaknuti položaj. Palača je tijekom vremena imala različite funkcije. Na početku je bila rezidencija Hernána Kolumba i njegove žene Juane Zúñige. Od 1774. do 1821. je služila kao zatvor. Tijekom 1855. je bila sjedište privremene republike Juana N. Álvareza protiv Sante Ane.  Od 1864. do 1866. bila je službeni ured nadvojvode Maksimilijana I. Već 1872., nakon restauracije republike, palača je ugostila vladu nedavno izabranog Moralesa.

### Palača Montejo u Méridi u Meksiku
Palaču su izgradili osvajači poluotoka Yucatán, članovi obitelji Montejo. Služila im je kao obiteljska rezidencija u povijesnom središtu grada Méride. Zgrada je danas očuvana u originalnom izdanju, ne računajući manje preinake i restauracije tijekom minulih stoljeća. Danas palača djeluje u službi Kuće kulture i muzeja Casa Montejo. Jedini je sačuvani primjer renesansne civilne palače u Meksiku.  